# 江南街道 (贺州市)
江南街道，是中华人民共和国广西壮族自治区贺州市八步区下辖的一个乡镇级行政单位。

## 行政区划
江南街道下辖以下地区：
厦良社区和厦良村。